# Sinopodisma sunzishanensis
Sinopodisma sunzishanensis är en insektsart som beskrevs av Zheng, Z., F-m. Shi och Jun Chen 1994. Sinopodisma sunzishanensis ingår i släktet Sinopodisma och familjen gräshoppor. Inga underarter finns listade i Catalogue of Life.